# AVROTROS Muziekfeest

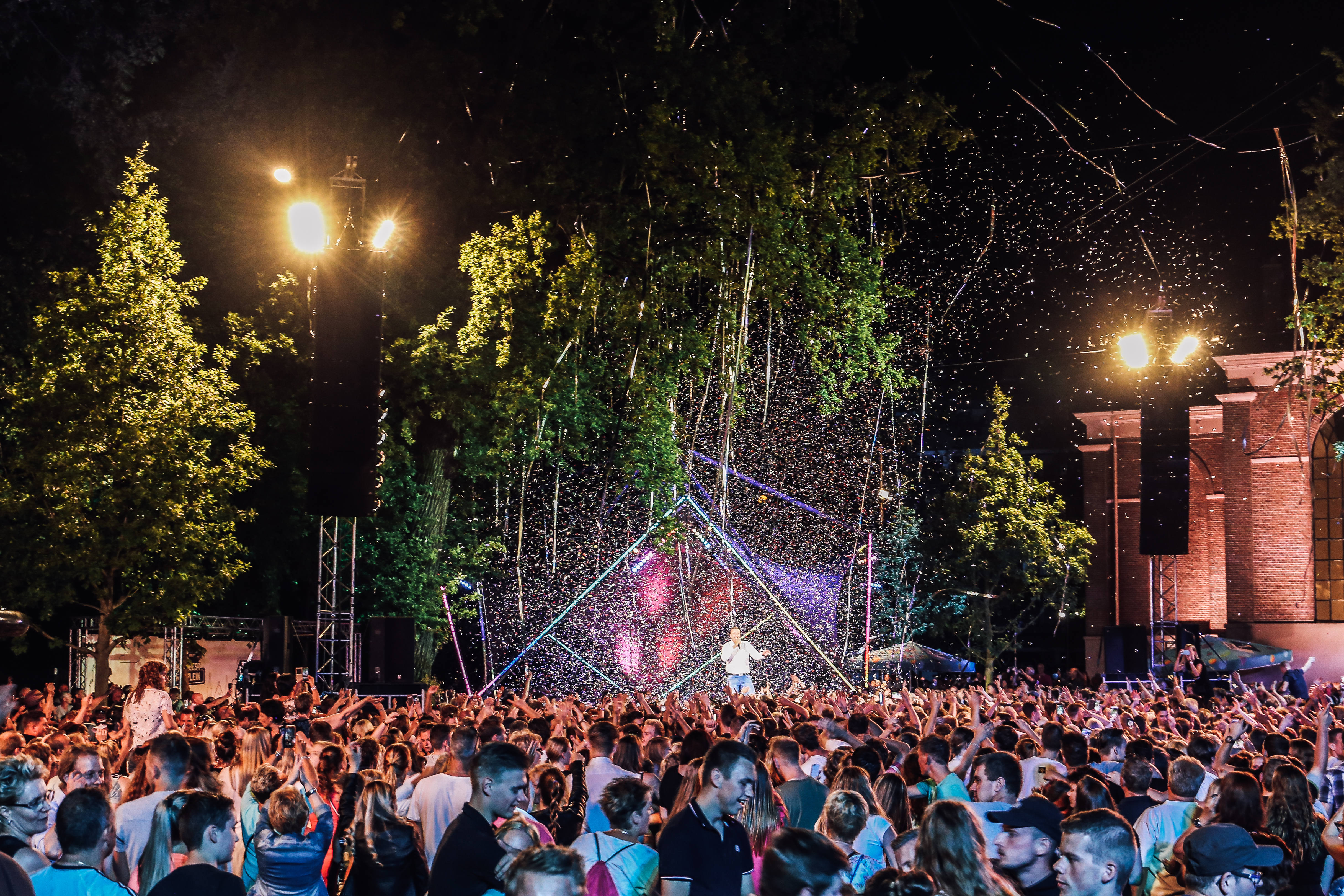
Jannes tijdens het Muziekfeest op het Plein in Emmen (2017)

Het AVROTROS Muziekfeest, ook wel Sterren Muziekfeest op het plein en tot 2014 Tros Muziekfeest geheten, is een muziekspektakel van de Nederlandse publieke omroep AVROTROS. Het wordt uitgezonden in en rond de maand augustus. De opnames vinden meestal plaats in juni.
In het tv-programma treden vele bekende Nederlandse artiesten op. Het evenement wordt telkens op locatie in Nederland opgenomen. Meestal is dit op een marktplein van een historische stad. De presentatie is in de handen van Jan Smit. Eerder deed hij dit samen met onder andere Belle Perez. In augustus 2015 werd het spektakel eenmalig gepresenteerd door Frans Duijts. Hij nam op 14 en 18 augustus het Muziekfeest in Heerenveen over van Smit vanwege het overlijden van Jaap Buijs. De opnames van dit Muziekfeest vonden plaats in de week waarin Buijs overleed en Smit vond het niet gepast om dan op een plein vol zingende mensen te staan.
In 2020 was er geen Muziekfeest vanwege de coronapandemie die dat jaar uitbrak. Evenementen werden dat jaar als gevolg hiervan tot 1 september verboden. Hierdoor was het niet mogelijk om opnames te maken voor het programma. In 2021 vond een aangepaste editie plaats in het Nederlands Openluchtmuseum in Arnhem. 
In 2025 vond in het kader van het 20-jarig jubileum van het programma en het 750-jarig jubileum van de stad Amsterdam een bijzondere editie van het Muziekfeest plaats. Het Muziekfeest vond dat jaar plaats op de Ring A10 die speciaal voor deze gelegenheid werd afgesloten, als onderdeel van het op 21 juni 2025 gehouden Festival op de Ring.
Naast de volwassen versie van het Muziekfeest bestaat er ook een kinderversie. Deze vindt tegelijk met het gewone muziekfeest plaats, maar wordt apart uitgezonden bij Zapp op NPO 3 onder de titel Zapp Muziekfeest op het plein.

## Muziekfeest van het Jaar
Daarnaast vindt jaarlijks het Muziekfeest van het Jaar (in de maand december) plaats in de Ziggo Dome. Dit wordt op oudejaarsavond op NPO 3 uitgezonden, waarbij wordt afgeteld naar het nieuwe jaar.

## Locaties
Het Sterren Muziekfeest op het plein is elk jaar op verschillende locaties. Afgelopen jaren was het onder andere in:
- Alkmaar (2005, 2015)
- Blankenberge, België (2005)
- Dordrecht (2005)
- Eindhoven (2005)
- Scheveningen (2005)
- Arnhem (2006)
- Enschede (2006, 2012, 2019)
- Zeewolde (2006, 2024)
- Leeuwarden (2007, 2025)
- Haarlem (2007)
- Bergen aan Zee (2007)
- Deventer (2007)
- Texel (2007)
- Maastricht (2007, 2014)
- Amersfoort (2007, 2018)
- Noordwijk (2007)
- Tilburg (2007)
- Breda (2008)
- Kempervennen (2008)
- Oldenzaal (2009)
- Middelburg (2009)
- Roermond (2009, 2023)
- Groningen (2009, 2016)
- Purmerend (2010, 2013)
- Heerenveen (2010, 2015)
- Den Bosch (2008, 2010)
- Sneek (2011)
- Ede (2011)
- Bergen op Zoom (2011, 2015)
- Sittard (2012)
- Goes (2012, 2024)
- Uden (2013, 2023)
- Steenwijk (2013)
- Amstelveen (2014)
- Apeldoorn (2014)
- Valkenswaard (2016)
- Hilvarenbeek (2017)
- Emmen (2017)
- Waalwijk (2019, 2022)
- Arnhem Nederlands Openluchtmuseum (2021), tijdens coronavirusperiode
- Houten (2022)
- Amsterdam (2025, Op de Ring A10)

## Podia
Ook deed het Muziekfeest verschillende podia in Nederland aan. 
- Ziggo Dome (2017–2018)
- Gelredome (2006, 2011–2013)
- Arena (2005)

## Thema's
Het Muziekfeest had in de beginjaren verschillende thema's. Vaak werd er dan met artiesten en hun fans naar het buitenland gereisd en werd de uitzending daar opgenomen. Tijdens het Grootste Muziekfeest van Nederland in 2007, vonden er in 3 plaatsen tegelijk (Haarlem, Leeuwarden en Maastricht) optredens plaats.
- Voor Oranje (2024)
- Op de Radio (2021)
- Op Zondag (2021)
- In de Zomer (2018)
- Voor Z@PP (2010, 2011)
- Tropisch Curaçao (2010)
- Sterrencruise (2009)
- Bella Italia (2008)
- Oeteldonk (2008)
- Op het Strand (2007)
- Alle Fans aan Dek (2007)
- Het Grootse Muziekfeest van Nederland (2007)
- Op Curaçao (2006)
- Op het IJs (2006, 2007)
- Klassiek (2005)
- Jubileumcruise Middellandse Zee (2004)
- In de Sneeuw (2004, 2006, 2008, 2010)
- Op de Plassen (2004)
- Op de Zonnebloem (2004)
- In de Zon (2003, 2004)
- Reis van je Leven! (2002)